# Håkon Grjotgardsson
Håkon Grjotgardsson (en norvégien moderne ; en vieux norrois, Hákon Grjótgarðsson) fut un seigneur norvégien, né vers 838 et mort en 917. Il fut le premier des jarls de Hladir. Il est le père de Sigurd Håkonsson.
Venu du Hålogaland, il cherche à étendre son royaume et vers le sud. Il prend le contrôle du petit royaume du Trøndelag quand il s'installe à Lade, même s'il est difficile de savoir quel fut son pouvoir réel sur cette zone déjà organisée.
Le mariage d'Harald Belle chevelure avec sa fille Åsa, participa certainement des efforts d'Harald visant à unifier la Norvège. Après avoir combattu aux côtés d'Harald, il est également fait jarl de Sunnfjord, Nordfjord et Sogn.